# Saint-Marcel (Savoie)
Saint-Marcel ist eine französische Gemeinde mit 615 Einwohnern (Stand 1. Januar 2022) im Département Savoie in der Region Auvergne-Rhône-Alpes. Sie gehört zum Kanton Moûtiers im Arrondissement Albertville und ist Mitglied des Gemeindeverbandes Cœur de Tarentaise.

## Geographie

### Lage
Saint-Marcel liegt auf 630 m, etwa 50 Kilometer östlich der Präfektur Chambéry, 84 Kilometer südsüdöstlich der Stadt Genf und 74 km ostnordöstlich der Stadt Grenoble (Luftlinie).  Das Dorf liegt am Ufer der Isère in der historischen Provinz Tarentaise. Nachbargemeinden von Saint-Marcel sind Montgirod im Norden, Notre-Dame-du-Pré im Osten, Feissons-sur-Salins im Süden sowie Moûtiers und Hautecour im Westen.

### Topographie
Die Fläche des 8,76 km² großen Gemeindegebiets umfasst einen Abschnitt des Isère-Tals zwischen Bourg-Saint-Maurice und Moûtiers und schließt den unmittelbaren, ein bis zwei Kilometer breiten Bereich der Talflanken beider Seiten ein. Diese steigen jenseits der Gemeindegrenze weiter an bis in die Hochgebirgsmassive des Beaufortain und Vanoise. Oberhalb von Saint-Marcel verengt sich das Tal zur Étroit de Siaix, einer Engstelle an der Gemeindegrenze, die von sämtlicher Infrastruktur mittels Tunneln überwunden wird. Mehrere kleine Gebirgsbäche und Fallrinnen entwässern die Talflanken zur Isère hin. Insgesamt liegt der Waldanteil an der Gemeindefläche bei 79 % gefolgt von Industrie- und Gewerbegebieten mit 6 %.

### Gemeindegliederung
Die Gemeinde Saint-Marcel besteht aus drei getrennten Ortsteilen:
- dem nur aus wenigen Häusern bestehenden, alten Saint-Marcel (630 m) auf einem Geländeabsatz etwa 50 m oberhalb der Isère, die sich in diesem Teil eine kleine Schlucht gegraben hat;
- dem industriell geprägten Pomblière (505 m) und der sich daran anschließenden Siedlung La Saulcette, beide talabwärts an einer Stelle, an der die Schlucht sich zu einem breiten Talboden aufweitet;
- Montfort (979 m) in der Talflanke auf der gegenüberliegenden Isère-Seite.

Das Zentrum des Gemeindelebens ist nach Pomblière gerückt, hier befinden sich die Mairie, eine Schule und die 1940 errichtete neue Pfarrkirche.

## Geschichte

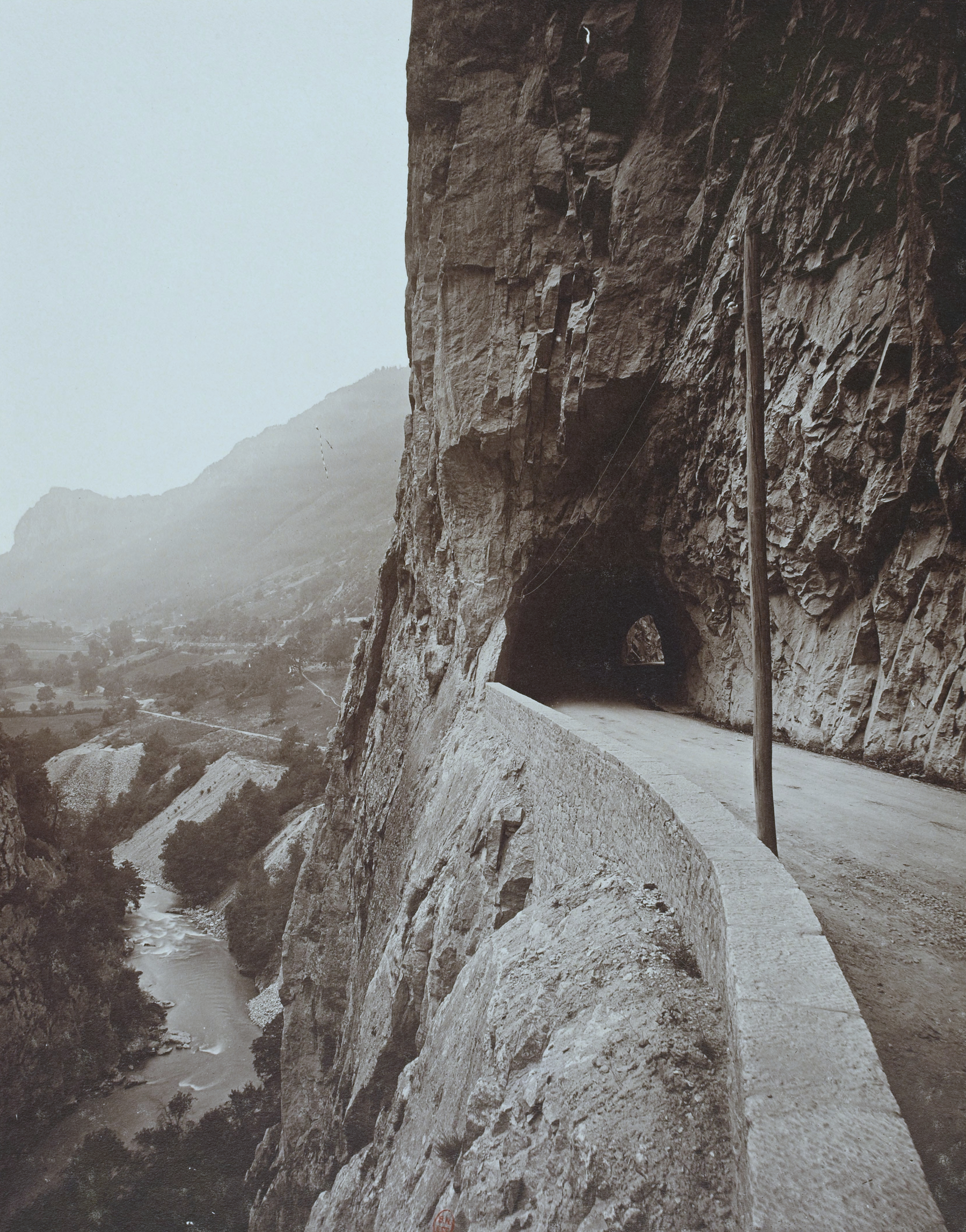
Saint-Marcel hinter der Schlucht Étroit de Siaix in der Zeit zwischen 1913 und 1920

Die Tarentaise war schon vor der Römerzeit vom keltischen Volk der Ceutronen besiedelt. Die Pfarrei von Saint-Marcel geht auf das Hochmittelalter zurück und wurde 1170 zur selben Zeit wie die übrigen Pfarreien der Tarentaise erstmals urkundlich erwähnt, allerdings unter dem Namenspatron Saint-Jacques. Auch eine Befestigung existierte 1196 unter dem Namen Castellum Sancti Jacobi. Etwa 100 Jahre später erscheint der heutige Name in einem lateinischen Text (Parocchia de Sancto Marcello).
Das ausgeprägte Gefälle der Isère über die wenige Kilometer lange Distanz zwischen der Étroit de Siaix und Pomblière ermöglichte frühzeitig den Bau eines Wasserkraftwerks und bewirkte, dass sich der Ort innerhalb weniger Jahre von einem kleinen, ganz landwirtschaftlich geprägten Dorf zu einem Industriestandort entwickelte. Dazu wurde 1898 ein 3.285 m langer, größtenteils unterirdischer Kanal zwischen dem Étroit de Siaix und einer Hügelkuppe oberhalb von Pomblière angelegt, der mit dem Wasser der Isère mehrere Druckleitungen von 65 m Gefälle speist und noch heute in Betrieb ist. Die so gewonnene elektrische Energie versorgte mehrere metallverarbeitende und elektrochemische Fabriken, die sich in direkter Nachbarschaft auf dem Talboden von Pomblière ansiedelten und so die Kosten und Energieverluste einer Übertragungsleitung vermieden. Der Industriestandort entwickelte sich während des 20. Jahrhunderts immer weiter und spezialisierte sich 1923 auf die Herstellung metallischen Natriums mittels Elektrolyse. Über einen langen Zeitraum gehörten die Anlagen zum Pechiney-Konzern und seinen Vorgängern Ugine und Ugine-Kuhlmann. 1997 wurden die Chemiewerke als Métaux Spéciaux S.A. aus Pechiney herausgelöst und als Tochtergesellschaft in Alkaline S.A.S. eingegliedert, die seit 2011 zu Nippon Sōda gehört.
Zum Transport von Gütern und Arbeitskräften stand seit 1893 eine Eisenbahnverbindung bis ins wenige Kilometer entfernte Moûtiers zur Verfügung, die heutige Bahnstrecke Saint-Pierre-d’Albigny–Bourg-Saint-Maurice, deren Verlängerung durch Saint-Marcel 1913 fertiggestellt wurde. Die Gemeinde besaß einen Bahnhof Pomblière-Saint-Marcel, der noch heute dem Güterverkehr dient.
Die verfügbare Wasserkraft an der Druckleitung von Pomblière reichte aus, um ein weiteres Kraftwerk zu betreiben, das von 1906 bis 1936 über die Gleichstromleitung Lyon–Moûtiers Energie in das 180 km entfernte Lyon zum Betrieb seiner elektrischen Straßenbahn lieferte. Mit einer anfänglichen Leistungsübertragung von 4,3 MW und einem endgültigen Ausbau auf 14,7 MW bei 100 kV war sie die größte HGÜ ihrer Zeit.

## Sehenswürdigkeiten
In Montfort, Pomblière und Saint-Marcel stehen Dorfkirchen, von denen die in Saint-Marcel die älteste ist. Sie entspricht einem im 17. Jahrhundert erweiterten Vorgängerbau.

## Bevölkerung
| Jahr                       | 1962 | 1968 | 1975 | 1982 | 1990 | 1999 | 2006 | 2018 |
| Einwohner                  | 1102 | 1045 | 921  | 778  | 770  | 678  | 692  | 607  |
| Quellen: Cassini und INSEE |      |      |      |      |      |      |      |      |

Mit 615 Einwohnern (Stand 1. Januar 2022) gehört Saint-Marcel zu den kleinen Gemeinden des Département Savoie. Nachdem die Einwohnerzahl im 19. Jahrhundert gleichmäßig bei etwa 400 gelegen hatte, stieg sie mit der Industrialisierung im 20. Jahrhundert sprunghaft an und erreichte mit 1102 Einwohnern 1962 ihren Höhepunkt. Die Ortsbewohner von Saint-Marcel heißen auf Französisch Saint-Marcelin(e)s.

## Wirtschaft und Infrastruktur
Saint-Marcel ist seit dem Anfang des 20. Jahrhunderts ein industriell geprägtes Dorf, dessen größter Arbeitgeber die Chemiewerke Métaux Spéciaux S.A. mit etwa 250 Angestellten sind. Daneben gibt es einige wenige Betriebe des lokalen Kleingewerbes. Mittlerweile hat sich das Dorf teilweise zu einer Wohngemeinde entwickelt, deren Erwerbstätige in den größeren Ortschaften der Umgebung arbeiten.
Die N90 durchquert als Hauptverkehrsachse der Tarentaise das Gemeindegebiet und bietet Anschlussstellen in La Saulcette, Pomblière und Saint-Marcel. Sie geht talabwärts bei Albertville in die Autobahn A430 über und vermeidet talaufwärts die Étroit de Siaix in einem Tunnel. Der nächstgelegene Personenbahnhof ist Moûtiers. Als Flughäfen in der Region kommen Chambéry-Savoie (Entfernung 96 km) und Genf (124 km) in Frage.

### Bildung
In Saint-Marcel befindet sich eine Grundschule (école primaire).